# سقراط
سُقْرَاط (باللاتينية: Socrates) (باليونانية: Σωκράτης)‏ كان فيلسوفًا يونانيًا من أثينا ولد نحو 470 وتُوفِّيَ نحو 399 ق.م، يُعتبر مؤسس الفلسفة الغربية وأحد أوائل الفلاسفة الأخلاقيين في مذهب التفكير الأخلاقي. كان سقراط شخصية غامضة، حيث لم يكتب أي نصوص، وهو معروف أساسًا من خلال روايات كتّاب العصور الكلاسيكية التي جاءت بعد وفاته عبر تلامذته أفلاطون وزينوفون خاصَّة. كُتبت هذه الروايات على شكل حوارات، حيث يناقش سقراط ومحدثوه موضوعًا ما بأسلوب السؤال والجواب؛ مما أدى إلى ظهور النوع الأدبي المعروف بالحوار السقراطي. إن التناقضات بين الروايات حول سقراط تجعل من الصعب جدًا إعادة بناء فلسفته، وهو وضع يُعرف بمشكلة سقراط. كان سقراط شخصية مثيرة للجدل في المجتمع الأثيني. اتُهم في عام 399 قبل الميلاد بالإلحاد وإفساد الشباب. وحُكم عليه بالإعدام بعد محاكمة استمرت ليوم واحد. وقد قضى يومه الأخير في السجن، رافضًا عروضًا لمساعدته على الهرب.
تُعتبر حوارات أو مُحاورات أفلاطون من بين أكثر النصوص شموليةً عن سقراط التي نجت من العصور القديمة. تعرض هذه الحوارات النهج السقراطي في مجالات الفلسفة، بما في ذلك نظرية المعرفة والأخلاق. يُطلق اسم سقراط الأفلاطوني على مفهوم الطريقة السقراطية، وكذلك على المفارقة السقراطية. تتشكل الطريقة السقراطية في الاستجواب، أو «الإيلنخوس»، في الحوار باستخدام أسئلة وأجوبة قصيرة، وتتجسد في تلك النصوص الأفلاطونية التي يفحص فيها سقراط ومحدثوه جوانب مختلفة من قضية ما أو معنى مجرد، عادةً ما يتعلق بإحدى الفضائل، ويجدون أنفسهم في مأزق، غير قادرين تمامًا على تحديد ما كانوا يعتقدون أنهم يفهمونه. اشتهر سقراط بإعلانه عن جهله التام؛ كان يقول إن الشيء الوحيد الذي كان مدركًا له هو جهله، مما يعني أن إدراك جهلنا هو الخطوة الأولى في التفلسف.
مارس سقراط تأثيرًا قويًا على الفلاسفة في العصور القديمة المتأخرة، واستمر تأثيره حتى العصر الحديث. جرت دراسته من قبل علماء العصور الوسطى والإسلاميين ولعب دورًا مهمًا في فكر عصر النهضة الإيطالية، خاصةً داخل الحركة الإنسانية. استمر الاهتمام به بلا توقف، كما ينعكس في أعمال سورين كيركغور وفريدريك نيتشه. أسهم وصف وتصوير سقراط في الفن والأدب والثقافة الشعبية في جعله شخصية معروفة على نطاق واسع في التقاليد الفلسفية الغربية.

## السيرة الذاتية

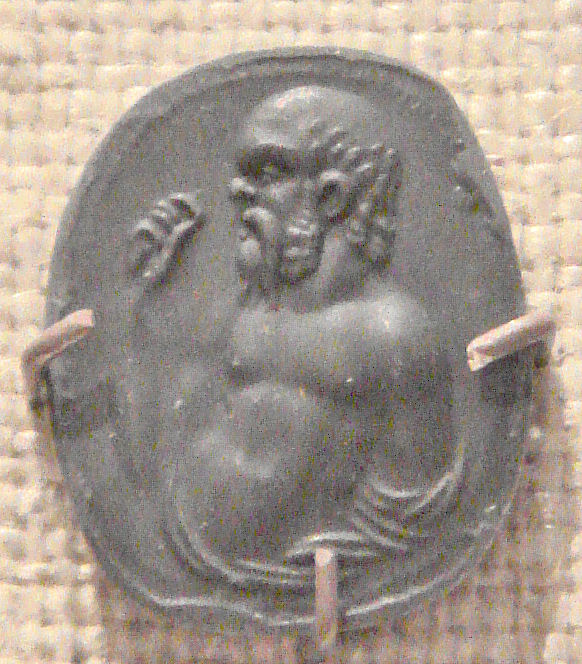
صورة محفورة لـ "سقراط" من العقيق الأحمر – في روما – ترجع للفترة من القرن الأول قبل الميلاد حتى القرن الأول بعد الميلاد

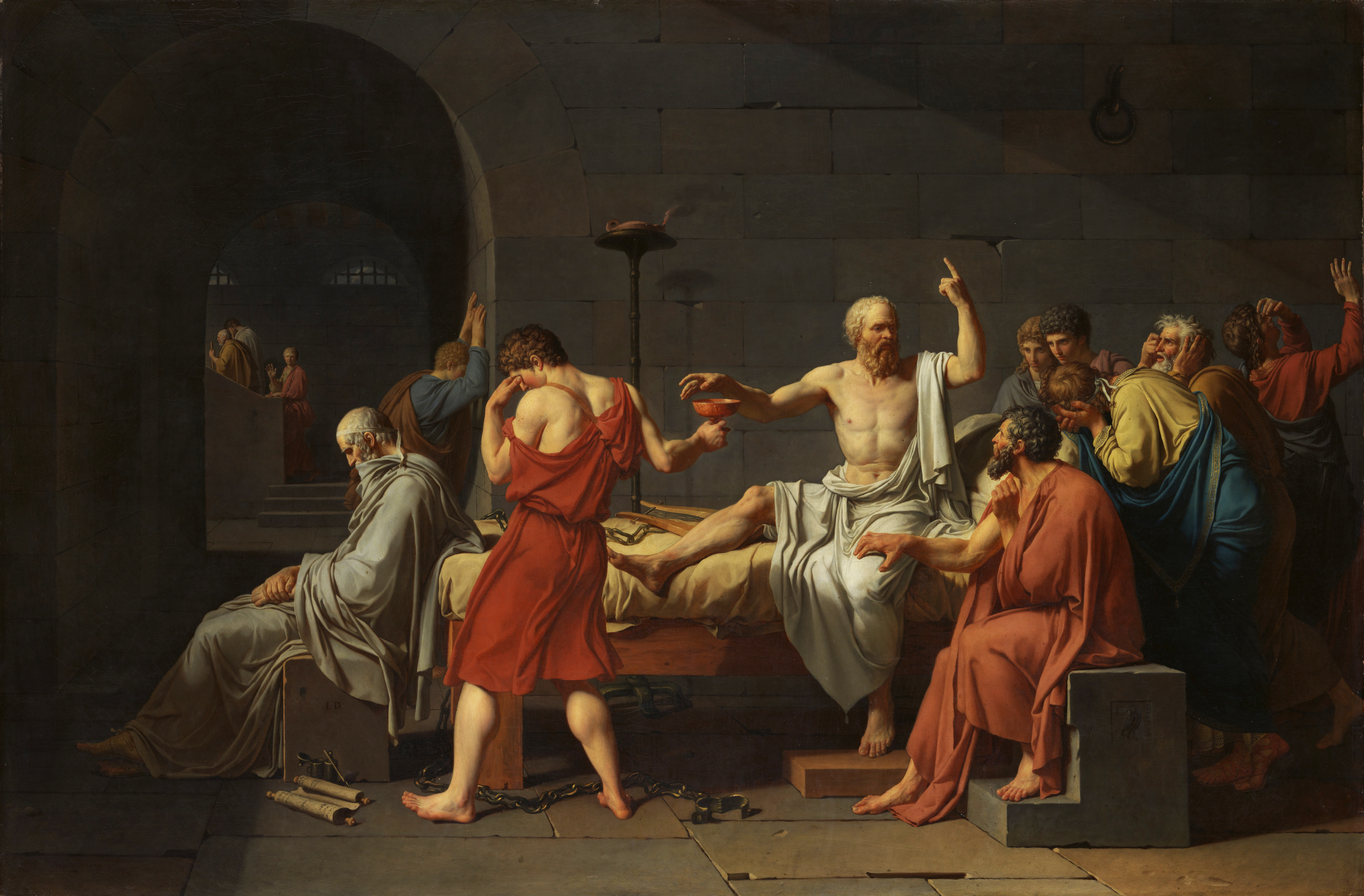
لوحة موت سقراط للرسام جاك لوي ديفيد

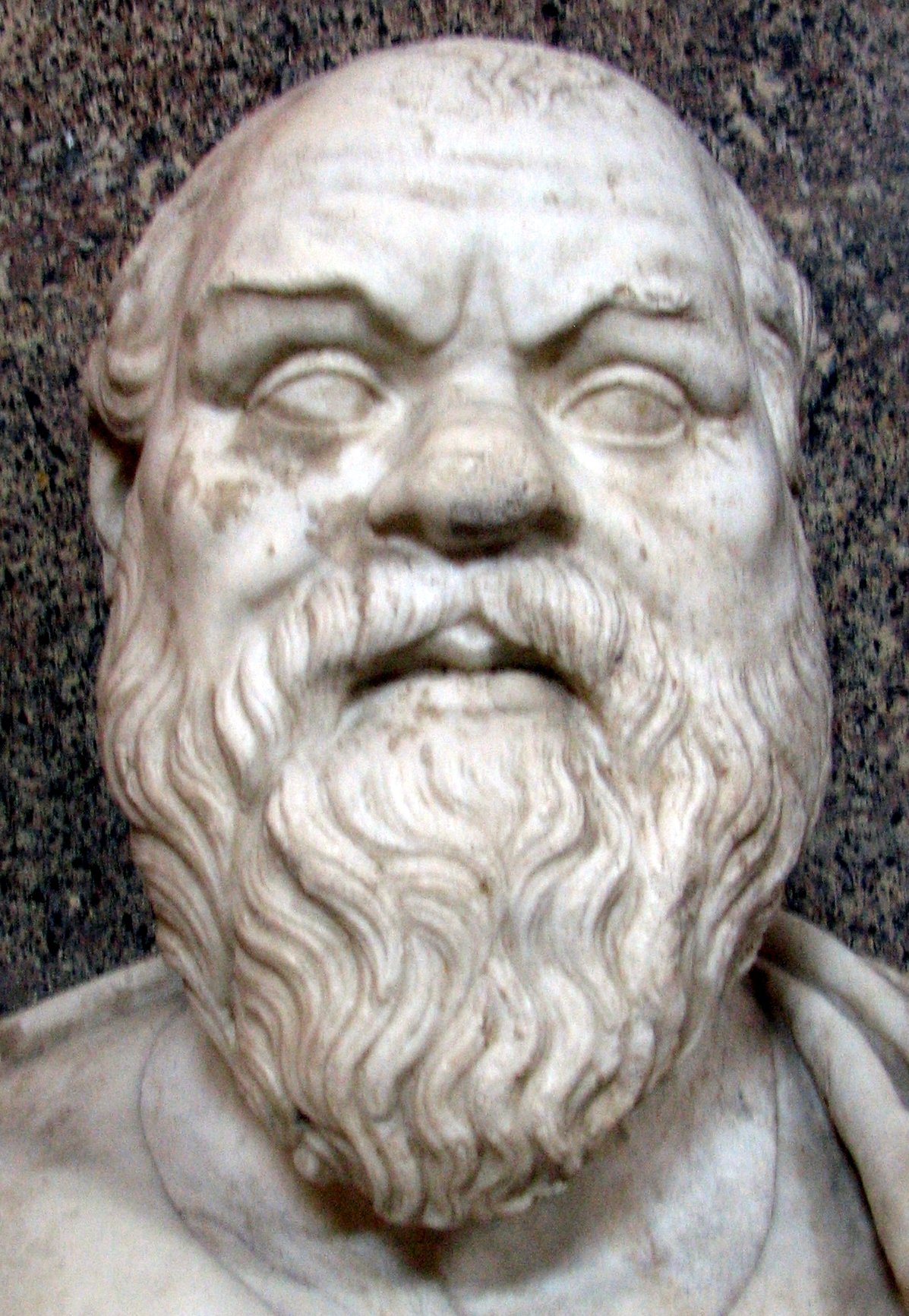
تمثال نصفي لسقراط في متحف الفاتيكان

#### المعرفة

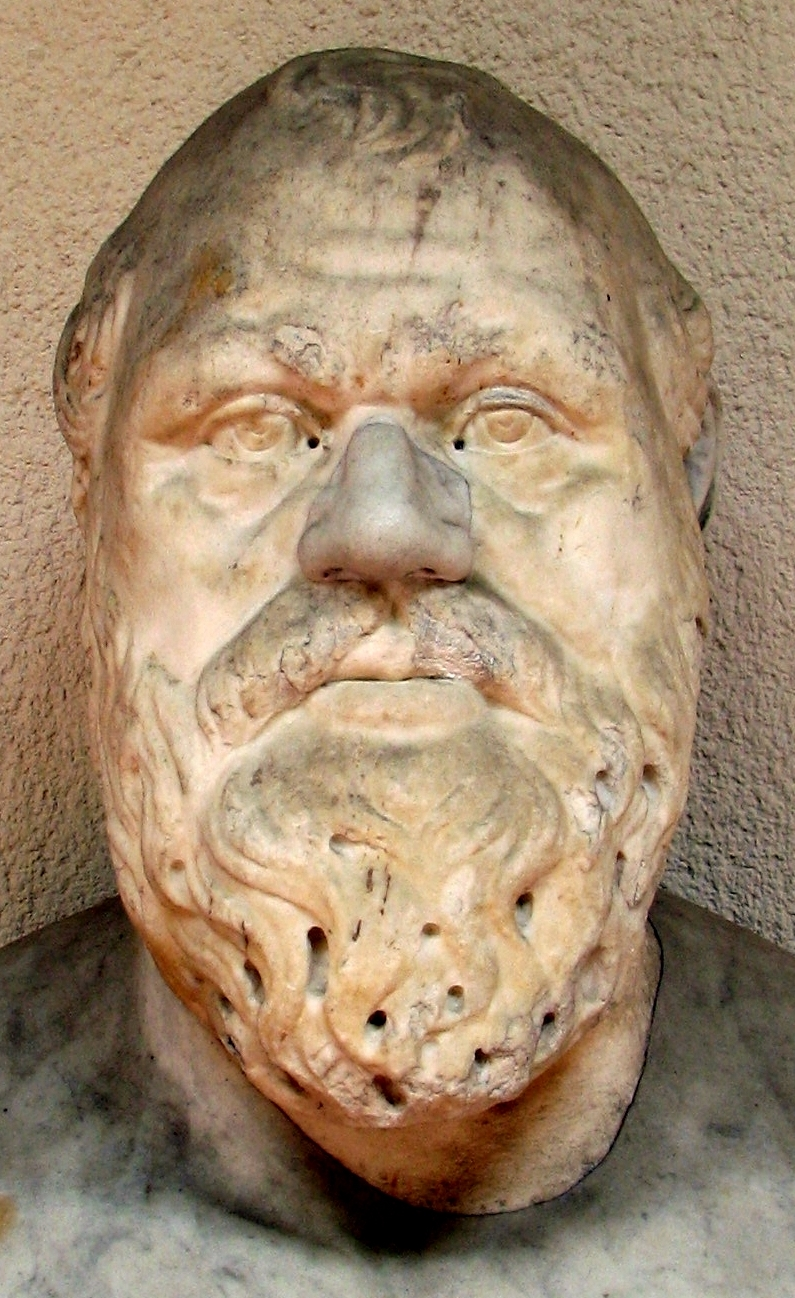
تمثال نصفي لسقراط في متحف باليرمو الأثري